# Alótropos do oxigénio
São conhecidos vários alótropos do oxigénio, entre os quais o mais familiar é o oxigénio molecular (O2), presente em abundância na atmosfera terrestre e também conhecido como dioxigénio ou oxigénio tripleto. Outro alótropo é o ozono (O3), altamente reactivo. Entre outros encontram-se:
- O oxigénio atómico (O1 um radical livre).
- O oxigénio singleto (O2), qualquer um dos dois estados metaestáveis de oxigénio molecular.
- O tetraoxigénio (O4), uma outra forma metaestável.
- O oxigénio sólido, que existe em seis fases de cores diferentes, dos quais um é o

O8 e outra é metálico.

## Nota
- Este artigo foi inicialmente traduzido, total ou parcialmente, do artigo da Wikipédia em inglês cujo título é «Allotropes of oxygen», especificamente desta versão.